# 신 (수좌풍익)
신(信, ? ~ ?)은 전한 후기의 관료이다. ‘신’은 이름자로, 성씨는 알 수 없다.

## 생애
오봉 원년(기원전 57년), 발해태수에서 수(守)좌풍익으로 승진하였다.

## 출전
- 반고, 《한서》 권19하 백관공경표(百官公卿表) 下

| 전임 한연수 | 전한의 수좌풍익 기원전 57년 ~ ? | 후임 연수 |